# Queensland
Queensland [ˈkwiːnzlənd], abgekürzt QLD, ist ein australischer Bundesstaat mit der Hauptstadt Brisbane.

## Geographie
Queensland ist flächenmäßig mit seinen 1.730.650 Quadratkilometern nach Western Australia der zweitgrößte Staat Australiens; es ist etwa fünfmal so groß wie Deutschland.
Queensland liegt im Nordosten des australischen Kontinents in der Zeitzone Australian Eastern Standard Time. Die Hauptstadt ist Brisbane mit 2.568.000 Einwohnern. Weitere größere Städte in Queensland sind Gold Coast/Tweed (527.660 Einwohner), Townsville (145.099 Einwohner), Cairns (111.916 Einwohner), Toowoomba (95.262 Einwohner) und Rockhampton (64.437 Einwohner).
Mehrere Naturschutzgebiete Queenslands sind Teil des UNESCO-Weltnaturerbes. Dies sind das Great Barrier Reef, K’gari und die Wet Tropics of Queensland. Die Gondwana-Regenwälder Australiens teilen sich Queensland und New South Wales.

## Bevölkerung
Im Bundesstaat Queensland lebten zur Volkszählung 2016 4.703.193 Menschen.
Neben New South Wales ist Queensland der Bundesstaat mit der größten Anzahl an Aborigines. Dort leben 26 Prozent der gesamten Aborigine-Bevölkerung Australiens (siehe auch Indigene Völker Australien-Ozeaniens). Sie machten im Jahr 2016 4 % der Gesamtbevölkerung des Bundesstaates aus, verglichen zu 2011 mit nur 3,6 %.

## Geschichte
Australien wurde erstmals vor ca. 50.000 bis 60.000 Jahren von Menschen besiedelt, es wird vermutet, dass im Laufe von 10.000 Jahren anschließend der gesamte Kontinent einschließlich Queensland besiedelt wurde. Aufgrund der ab ca. 25.000 v. Chr. eintretenden Eiszeit war das Gebiet allerdings zwischenzeitlich über weite Flächen unbewohnbar. Mit dem Ende der Eiszeit um ca. 15.000 v. Chr. verbreiteten sich erneut Menschen und Tiere über das Land. Vor allem entlang der Küste, aber auch in den Berggebieten und im Landesinneren fanden sich viele semipermanente aborigene Siedlungen. Die Bevölkerung des Gebiets, welches heute Queensland entspricht, vor der Kolonisation Australiens wird auf zwischen 200.000 und 500.000 geschätzt.
Als erstmaliges Betreten durch Europäer gilt die Entdeckung der Cape York Peninsula im Norden durch den Niederländer Willem Jansz im Jahre 1606. Das Gebiet gehörte seit 1824 zu New South Wales und wurde am 10. Dezember 1859 von Königin Victoria als eigene Kolonie etabliert. Die ersten Wahlen fanden 1860 statt.
Am 26. Juni 1879 wurde die Torres Strait Islands und die Whitsunday Islands Queensland zugeordnet.
Queensland wurde am 1. Januar 1901 ein Bundesstaat von Australien ('Australian Commonwealth').
Um die Jahreswende 2010/2011 war Queensland von starken Überschwemmungen betroffen, ebenso Anfang 2019.

## Politik
Queensland ist eine parlamentarische Monarchie und ist in 53 Verwaltungsgebiete unterteilt. Die aktuelle Verfassung ist am 6. Juni 2002 in Kraft getreten.
Charles III. wird als Staatsoberhaupt von Jeannette Young, der Gouverneurin von Queensland, vertreten, die jedoch eine größtenteils zeremonielle Rolle ausübt. Regierungschef ist Premier David Crisafulli (Liberal National Party). Für die Gesetzgebung sind die 89 gewählten Abgeordneten der Legislative Assembly of Queensland verantwortlich. Queensland ist der einzige Bundesstaat Australiens mit einem Einkammersystem. Die Mitglieder des Legislativrates von Queensland, der früher die zweite Kammer des Bundesstaates war, stimmten der Abschaffung des Organs 1922 selbst zu.

## Wirtschaft
Wichtige wirtschaftliche Betätigungsfelder sind Zuckerrohranbau, Bergbau (Kohlevorkommen), der Tourismus im Bereich des Great Barrier Reef sowie Rinder- und Schafzucht im Landesinneren. Durch den Geological Survey of Queensland werden Projekte der Kohlendioxid-Speicherung und Geothermie im Küstenbereich verfolgt.

## Verkehr

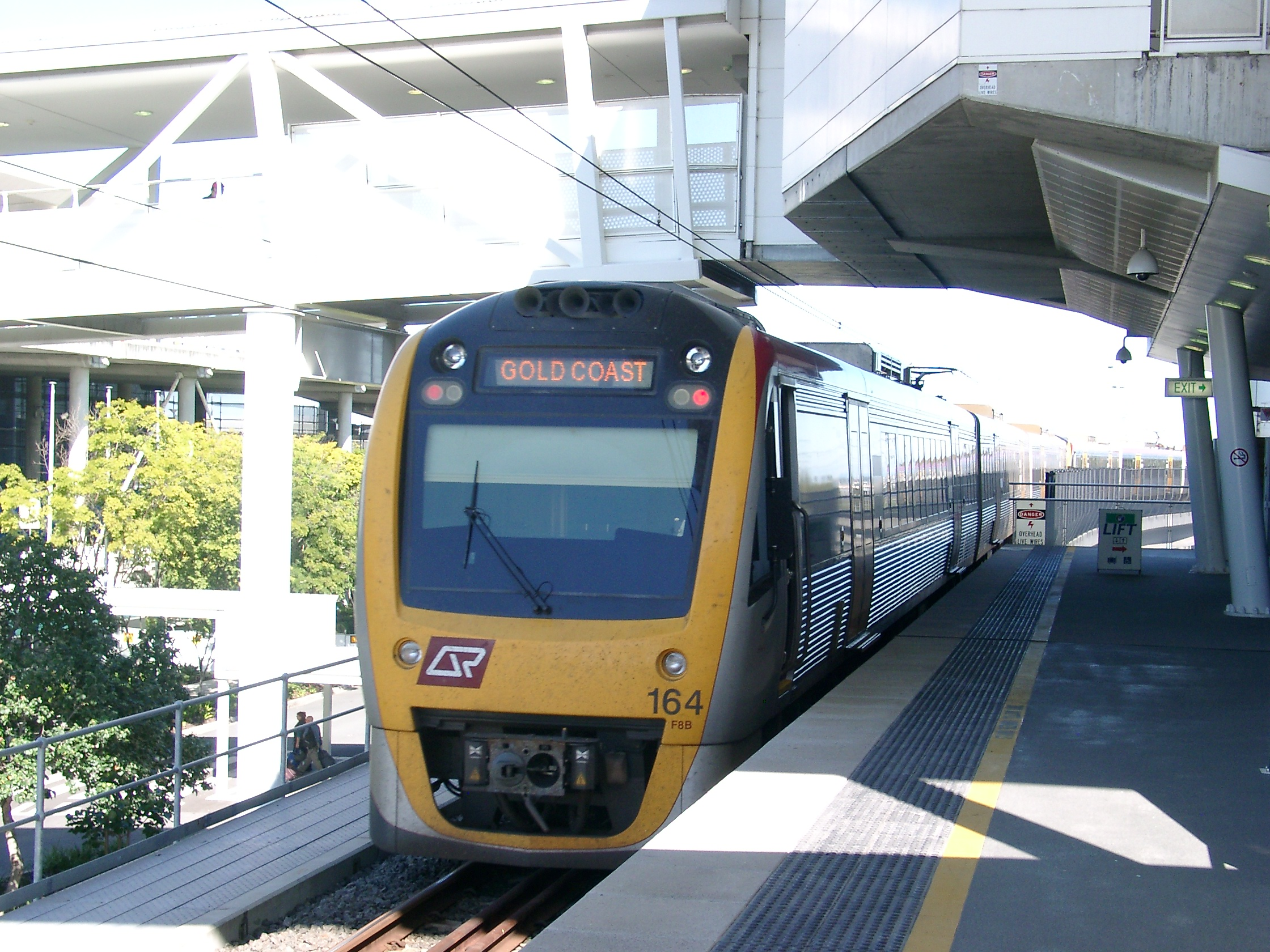
Flughafenzug in Brisbane

Die Eisenbahn in Queensland hat überwiegend eine Spurweite von 1067 mm; eine Ausnahme ist die in den 1930er Jahren in Betrieb genommene Normalspurstrecke von Brisbane nach Süden. Der Staat besitzt eine eigene Eisenbahnverkehrs- und Infrastrukturgesellschaft Queensland Rail, die Schnellbahnen in Ballungszentren und Touristenzüge betreibt. Für den Güterverkehr sind privatrechtlich organisierte Gesellschaften wie Aurizon oder Pacific National zuständig.

## Regionen

### Regionen auf dem Festland

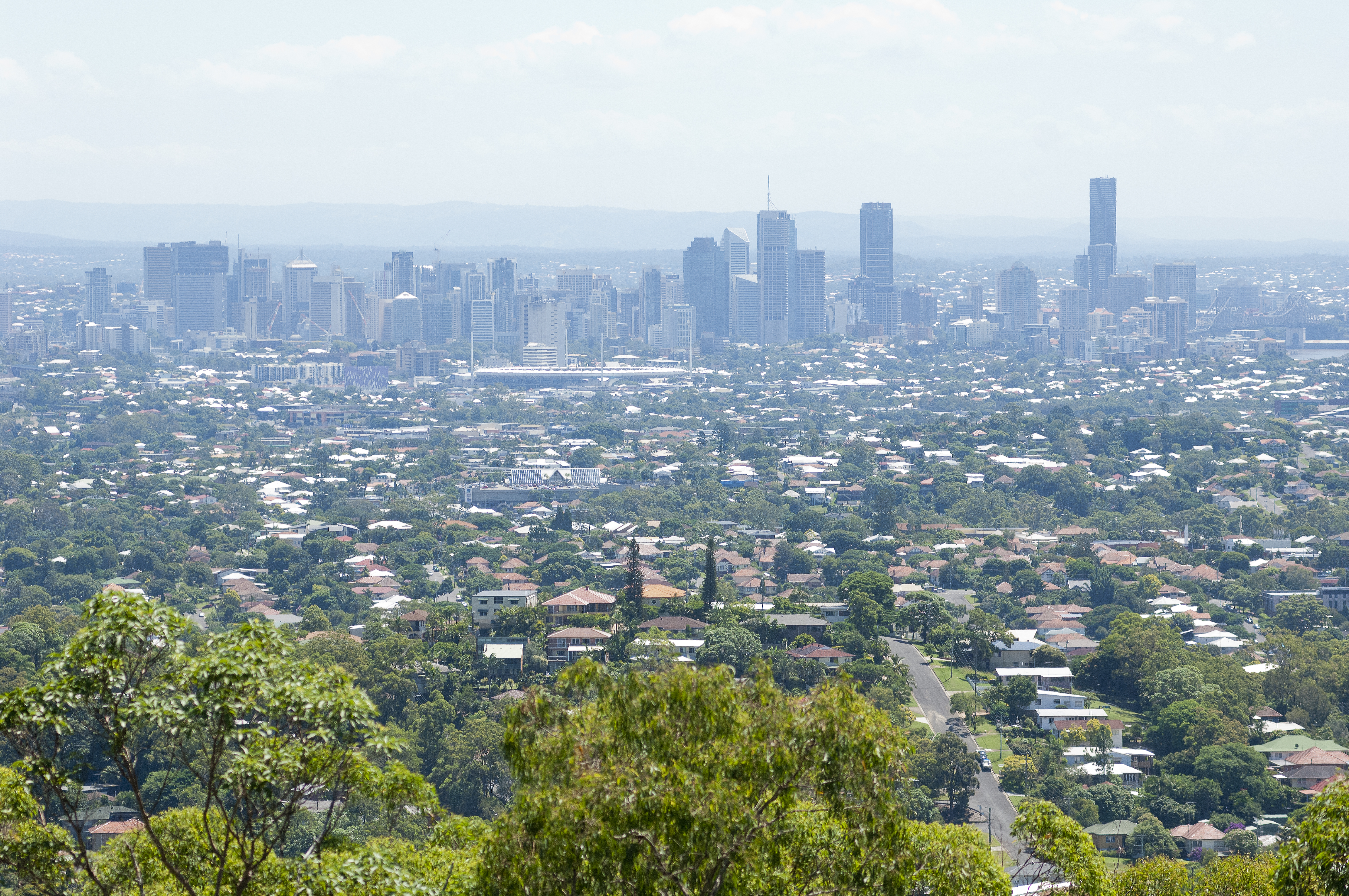
Brisbane

Queensland wird in die fünf Hauptregionen Tropical North, Subtropical Coast, Outback, Umgebung Brisbane und Brisbane unterteilt.
Zu der Region Tropical North gehören Cairns, der Daintree Rainforest, die Atherton Tablelands und die fast unbewohnte Kap-York-Halbinsel. Kap York bildet den nördlichsten Punkt auf dem australischen Festland.
Die dichter besiedelte Subtropical Coast erstreckt sich von Hervey Bay im Süden bis nach Townsville im Norden. Aufgrund der Nähe zum Great Barrier Reef ist diese Region für den Tourismus in Australien bedeutsam.
Das westlich der Küste gelegene Outback charakterisiert eine sehr geringe Populationsdichte. Hier befinden sich die Simpsonwüste, Strzeleckiwüste und Sturts Steinige Wüste. Die bedeutendsten Ortschaften dieser weitläufigen Region sind Mount Isa, Cloncurry, Longreach und Charleville.
Die verstädterte Umgebung von Brisbane zählt zu den am stärksten erschlossenen Regionen des Kontinents. Die Gold Coast bildet das kommerzielle Zentrum, die Sunshine Coast wird von langen Sandstränden geprägt und das bergige Hinterland ist für eine Vielzahl von Nationalparks bekannt.
Die Landeshauptstadt Brisbane ist das Industrie-, Handels- und Finanzzentrum von Queensland. Mit über zwei Millionen Einwohnern ist die Metropole nach Sydney und Melbourne die drittgrößte Stadt Australiens.

### Torres-Strait-Inseln

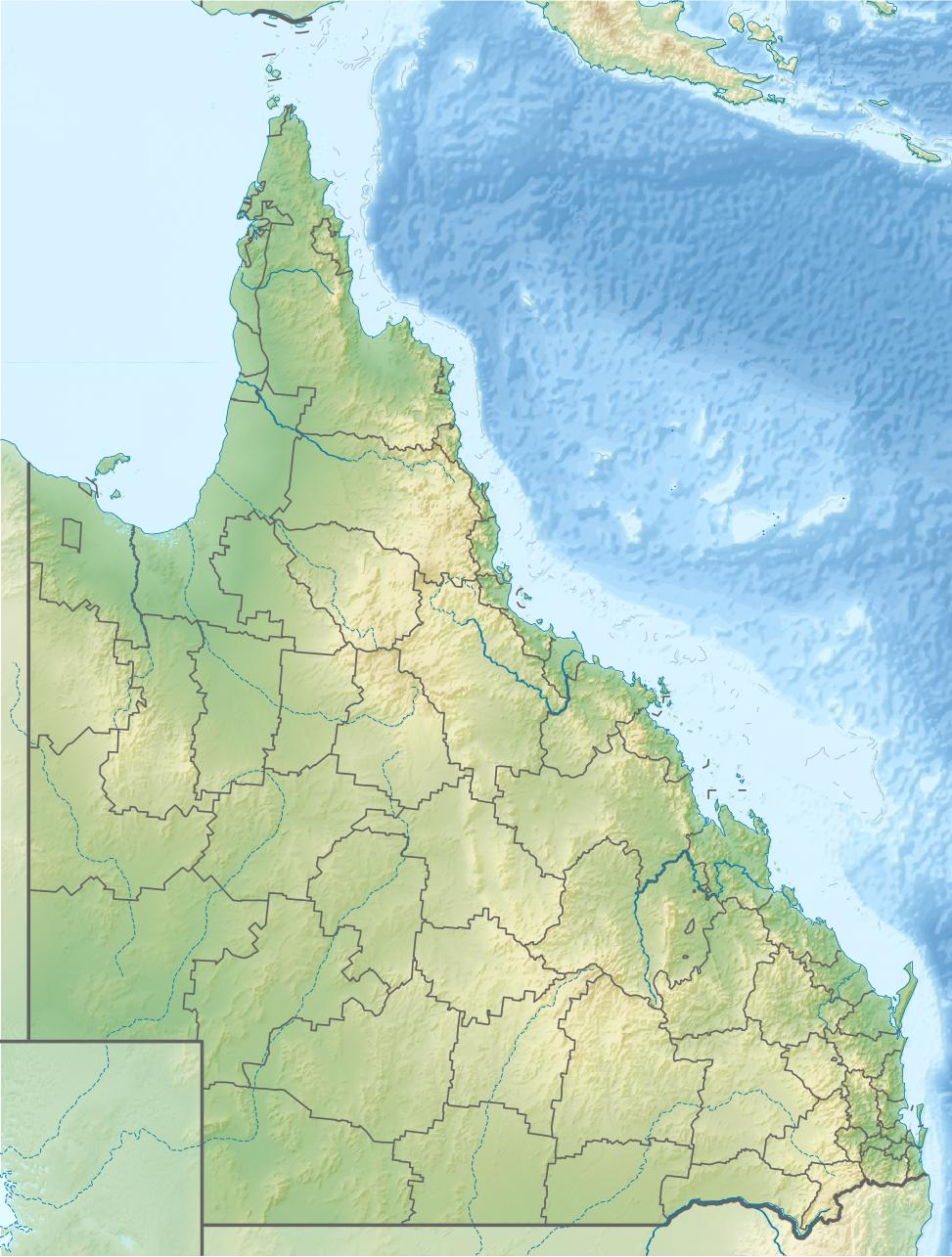
Reliefkarte Queenslands

Zu Queensland gehören die „Torres-Strait-Inseln“. Die Inselgruppe liegt zwischen Australien und Papua-Neuguinea, nördlich der Kap-York-Halbinsel. Im Jahre 2016 hatten die über 250 Inseln laut der Volkszählung insgesamt etwa 4500 Einwohner. Die Indigene Bevölkerung, die sogenannten Torres-Strait-Islanders, machten im selben Jahr einen Anteil von fast 92 % aus.
Die größte Insel der Inselgruppe auf australischer Seite ist der Fläche nach die Prince-of-Wales-Insel. Die bevölkerungsreichste Insel ist hingegen die Thursday Island.
Die Inselgruppe wurde am 26. Juni 1879 Teil des Bundesstaates Queensland. Am 1. Juli 1991 wurde die „Torres Strait Islands Regional Authority (TSRA)“ gegründet. Die Torres-Strait-Inseln erhielten am 29. Mai 1992 ihre politische Autonomie.
Die Vorsitzenden der Bezirksregierung („Chairmen of the Torres Strait Islands Regional Authority TSRA“) sind:
- Getano Lui, Jr., 1. Juli 1994 – März 1997
- John Abednego, März 1997 – 19. April 2000
- Terry Waia, 19. April 2000 – Mai 2004
- John Toshie Kris, seit Mai 2004

### Barrier Reef/Whitsunday Islands

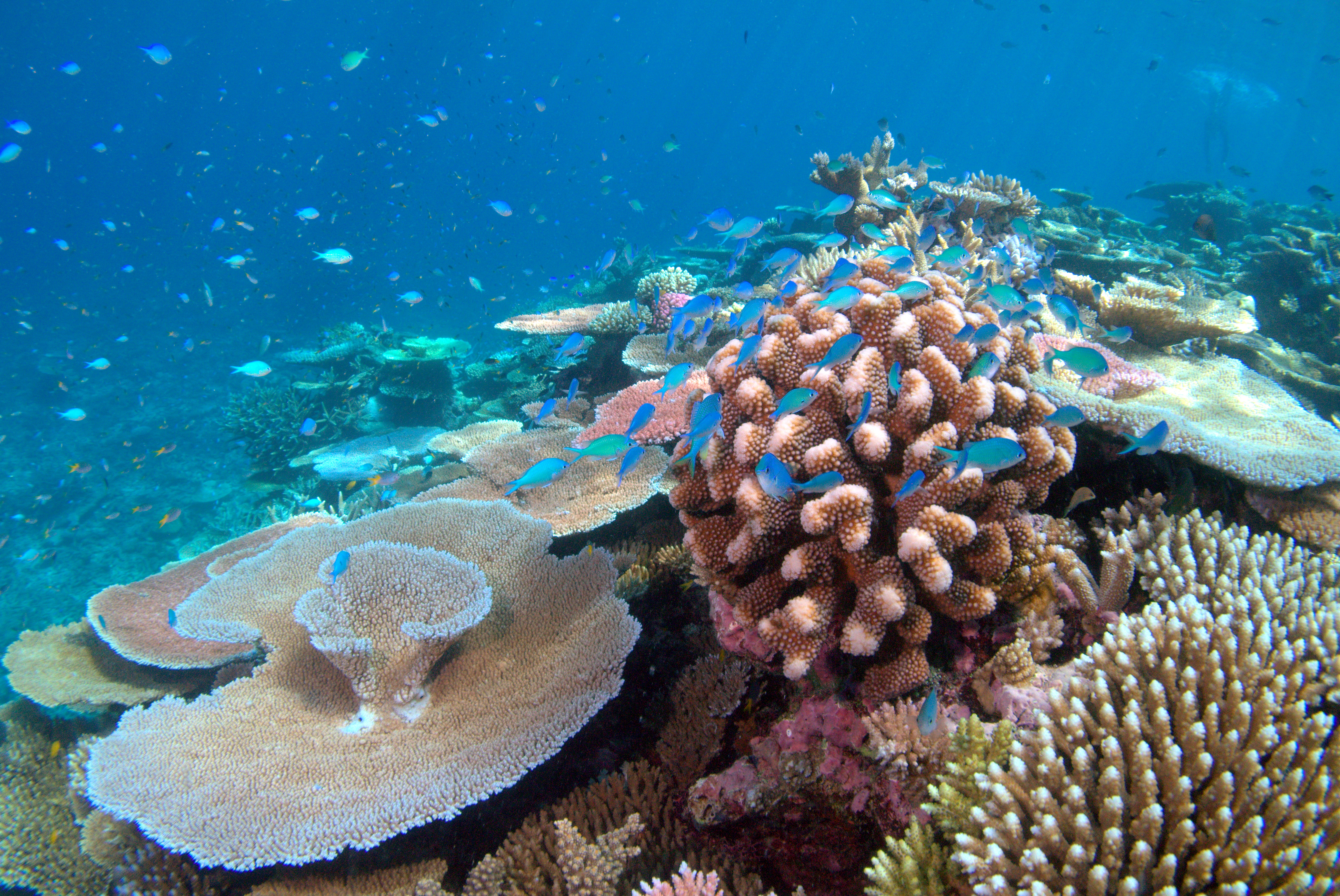
Great Barrier Reef

Die Barrier Reef/Whitsunday Islands liegen östlich der Städte Airlie Beach und Shute Harbour in Queensland im Pazifik zwischen der Küste Queenslands und dem Great Barrier Reef.
Die Barrier Reef/Whitsundays Inseln bestehen aus insgesamt 74 subtropischen Inseln; die größeren sind: Whitsunday Island, Hayman Island, Hook Island, Haselwood Island, Hamilton Island (mit einem Flughafen), Dent Island, Longs Island, Lindeman Island, Shaw Island und Sir James Smith Group. Nur 17 der Inseln sind bewohnt, teilweise mit exklusiven Hotel Resorts. Auf den meisten Inseln befinden sich Nationalparks.
Mit dem 26. Juni 1879 wurden sie politisch Queensland zugeordnet.

## Klima

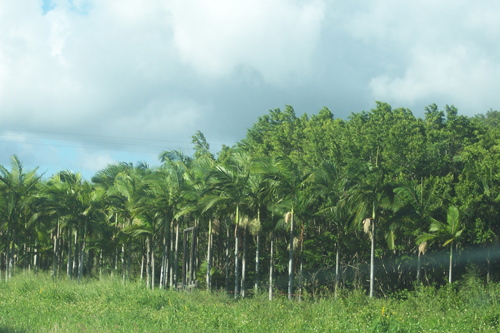
Subtropische Vegetation

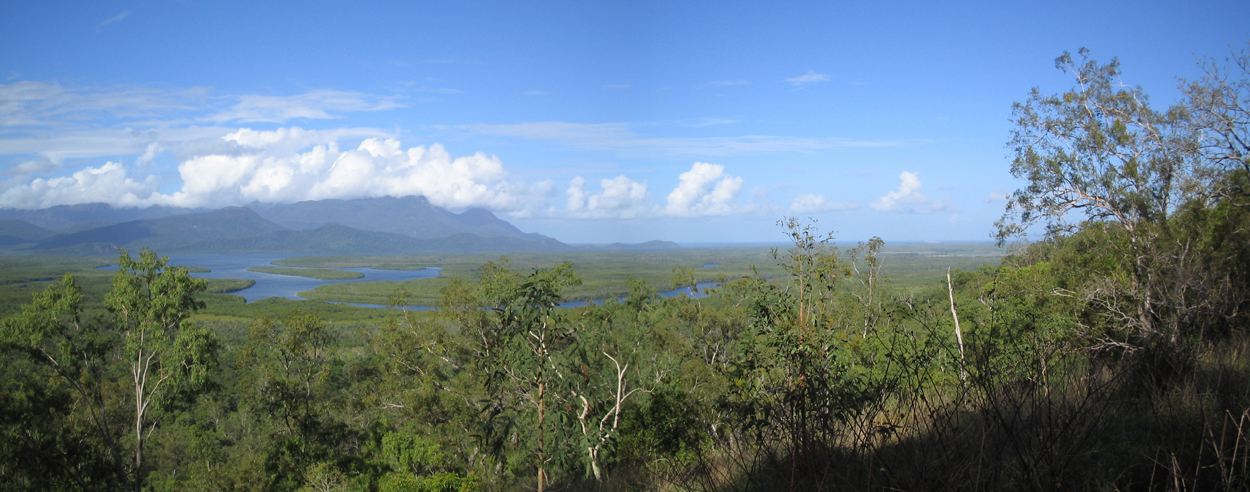
Vegetation zwischen Cairns und Townsville.

Im Süden von Queensland herrscht ein subtropisches, warmes, sonniges Klima mit milden Wintern. Weiter nördlich wird das Klima langsam tropisch. Von Januar bis April beginnt hier der tropische Sommer mit Regen und gelegentlich über Land gelangenden tropischen Wirbelstürmen. Nachdem bereits Zyklon Larry im März 2006 erhebliche Schäden angerichtet hatte, verwüstete der Zyklon Yasi in der Nacht vom 2. auf den 3. Februar 2011 weite Teile der Küstenregion zwischen Cairns und Townsville und drang auch tief ins Landesinnere ein.
Die durchschnittlichen Temperaturen betragen im Sommer zwischen 21 °C und 29 °C, im Winter zwischen 10 °C und 26 °C, die Wassertemperaturen im Sommer 29 °C, im Winter 19 °C. In der Region des tropischen Nordens von Queensland ist im Sommer mit Temperaturen von 24 bis 31 °C zu rechnen, im Winter mit 17 bis 26 °C.

## Universitäten
- Australian Catholic University (ACU), Brisbane et al.: https://www.acu.edu.au/
- Bond University (BOND), Gold Coast: https://www.bond.edu.au/
- Central Queensland University (CQU), Rockhampton et al.: https://www.cqu.edu.au/
- Griffith University (GRIFFITH), Gold Coast Campus: http://www.gu.edu.au/
- James Cook University (JCU), Townsville: https://www.jcu.edu.au/
- Queensland University of Technology (QUT), Brisbane: https://www.qut.edu.au/
- University of Queensland (UQ), Brisbane: https://www.uq.edu.au/
- University of Southern Queensland (USQ), Toowoomba: https://www.unisq.edu.au/
- University of the Sunshine Coast (USC), Sippy Downs: https://www.usc.edu.au/